# Reanne Evans
Reanne Evans (n. 25 octombrie 1985, Dudley, Anglia, Regatul Unit) este o jucătoare engleză de snooker. Este cea mai titrată jucătoare din istoria Campionatului Mondial de Snooker Feminin, câștigând competiția de 10 ori consecutiv până când a fost detronată de Ng On-yee în anul 2015. În total, a câștigat turneul de 11 ori (2005-2014 și 2016). A realizat un break maxim de 142 de puncte în 2015.
În sezonul 2010–11 a intrat și în circuitul World Snooker Tour, după ce a primit un wild card, dar a pierdut 18 meciuri consecutive. A reîncercat să se califice din nou în "circuitul bărbaților" prin circuitul amator Q-School dar nu a reușit în sezonul următor, ci în 2012–13, când l-a învins pe Thepchaiya Un-Nooh în calificările pentru Wuxi Classic din China. Evans a devenit astfel prima femeie care s-a calificat pe tabloul principal al unui turneu din World Snooker Tour. 
În 2015, în calificările Campionatului Mondial de la Teatrul Crucible din Sheffield, a pierdut cu 8 la 10 împotriva fostului campion mondial Ken Doherty. În 2017, și-a îmbunătățit palmaresul și a trecut de primul tur al calificărilor, învingându-l pe Robert Hull, aceasta fiind și cea mai importantă victorie a carierei împotriva unui adversar masculin. Nici în 2018 nu a pătruns pe tabloul principal al campionatului mondial, pierzând 8-10 la Ryan Day.

## Viață personală
Are o fiică cu Mark Allen, dar aceștia nu s-au căsătorit niciodată și s-au despărțit în 2008.